# Ulrich Eißner

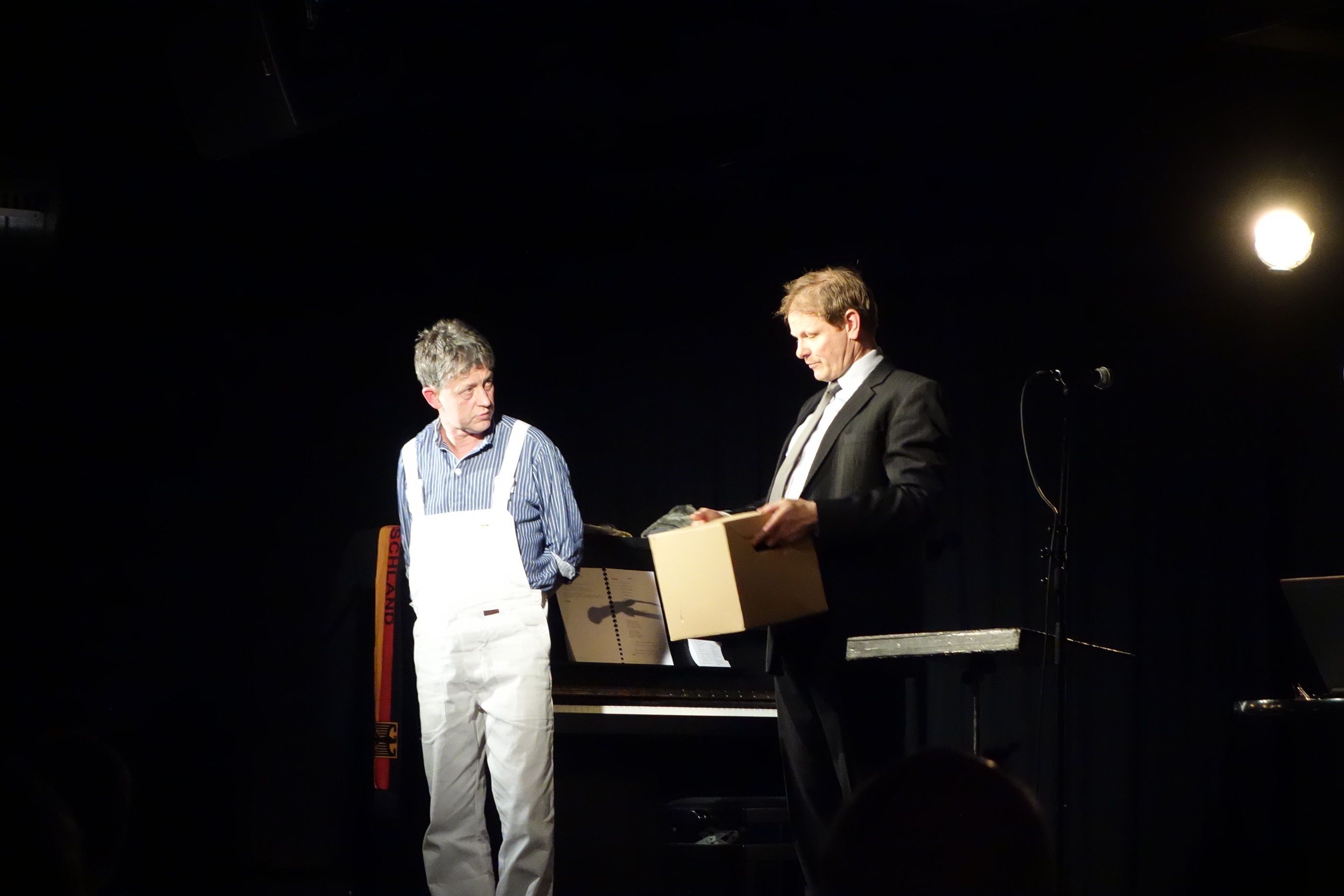
Duale Satire beim Auftritt in Pirna. Ulrich Eißner (links), Arnd Stephan (rechts)

Ulrich Eißner (* 10. September 1962 in Karl-Marx-Stadt) ist ein Texter, Pianist, Theaterplastiker, Zeichner, Grafiker und akademischer Bildhauer, lebt in Dresden und ist dort Professor an der Hochschule für Bildende Künste (HfBK).

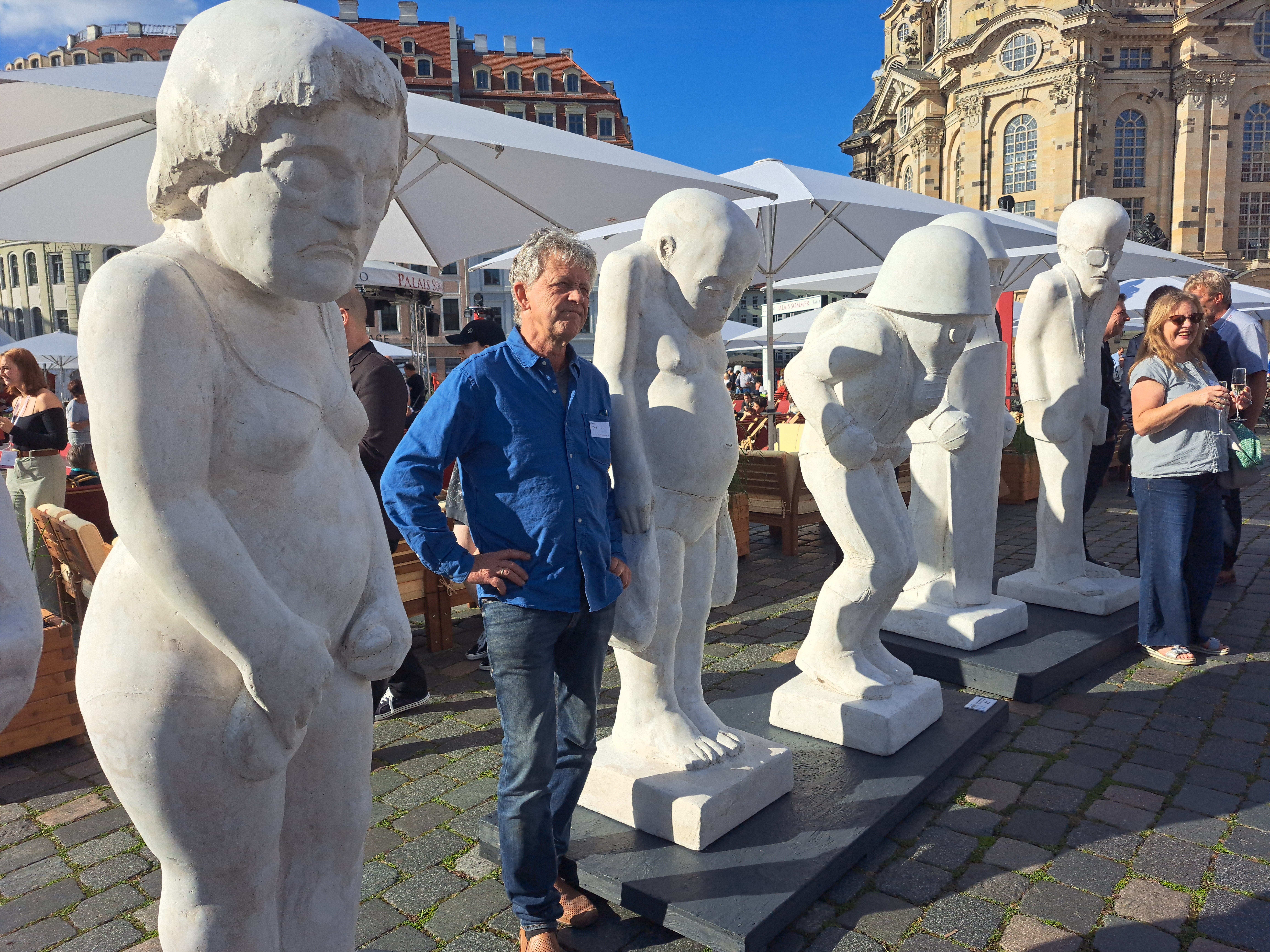
Palais Sommer 2024 auf dem Neumarkt an der Frauenkirche mit Stützen der Gesellschaft

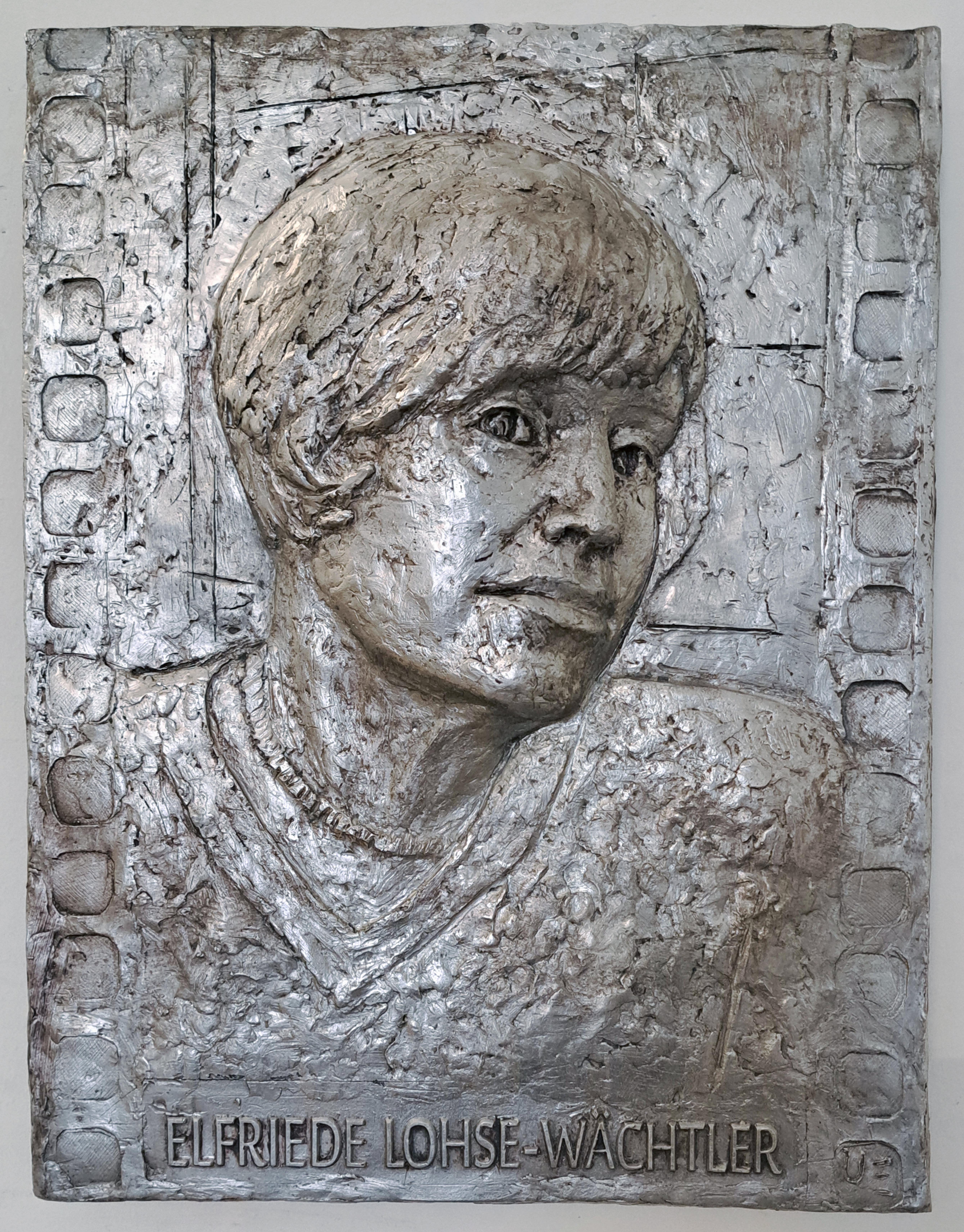
Elfriede Lohse-Wächtler. HfBK Dresden, Güntzstraße 34

Johann Gottlieb Naumann

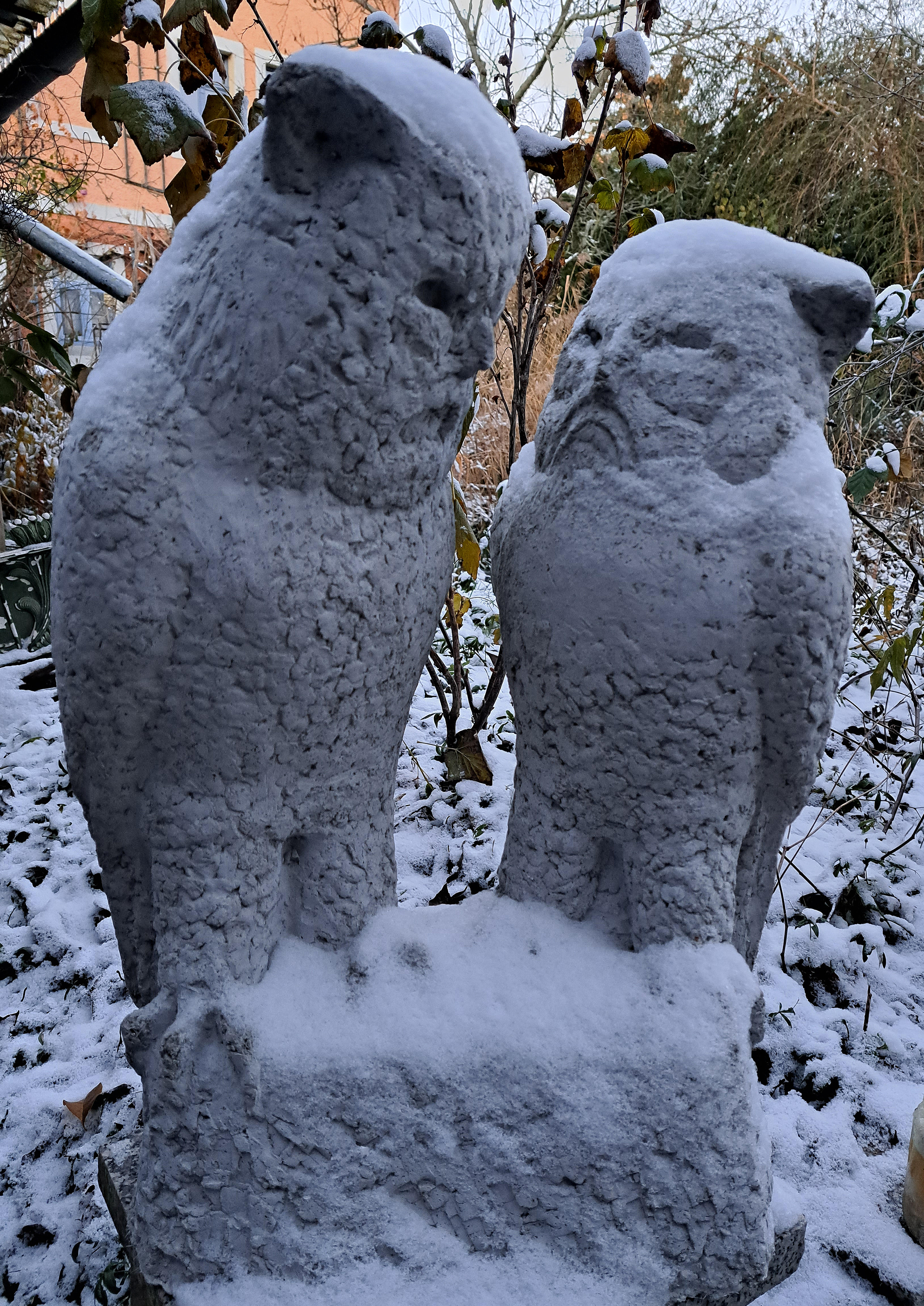
Zwiesprache zwischen Kauzen

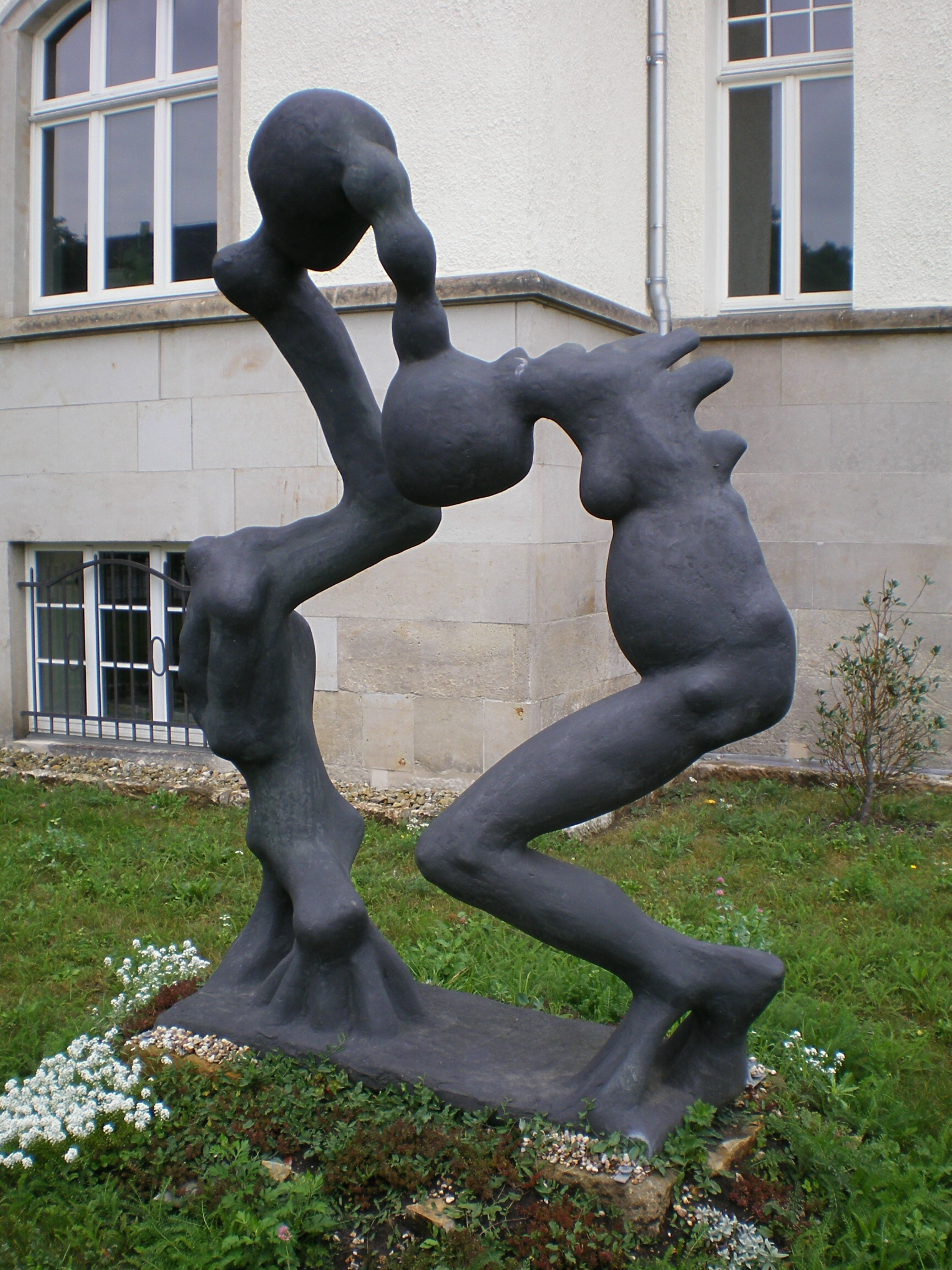
Zweierbeziehung

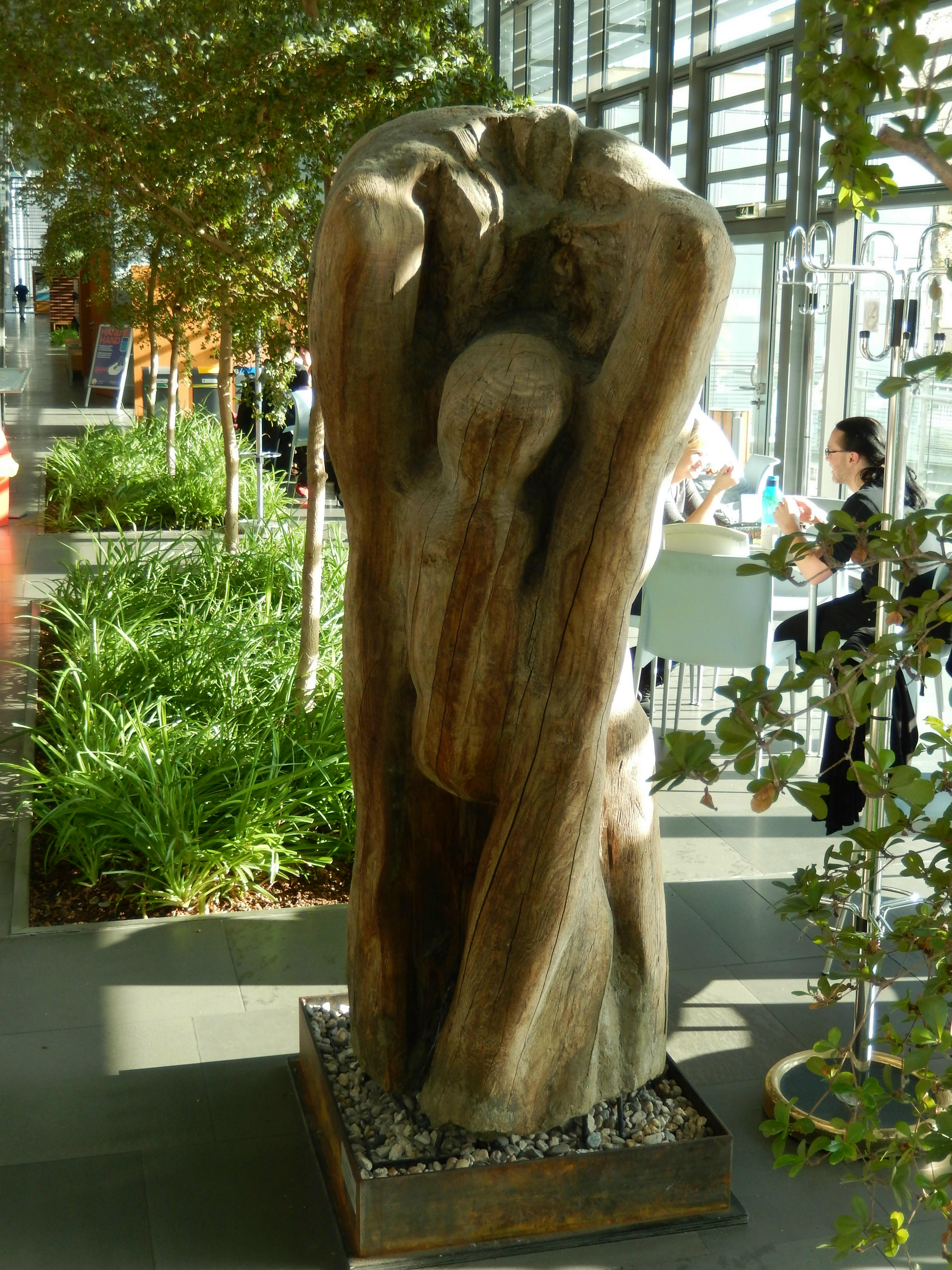
Universitätsklinikum: Das Kind im Mann

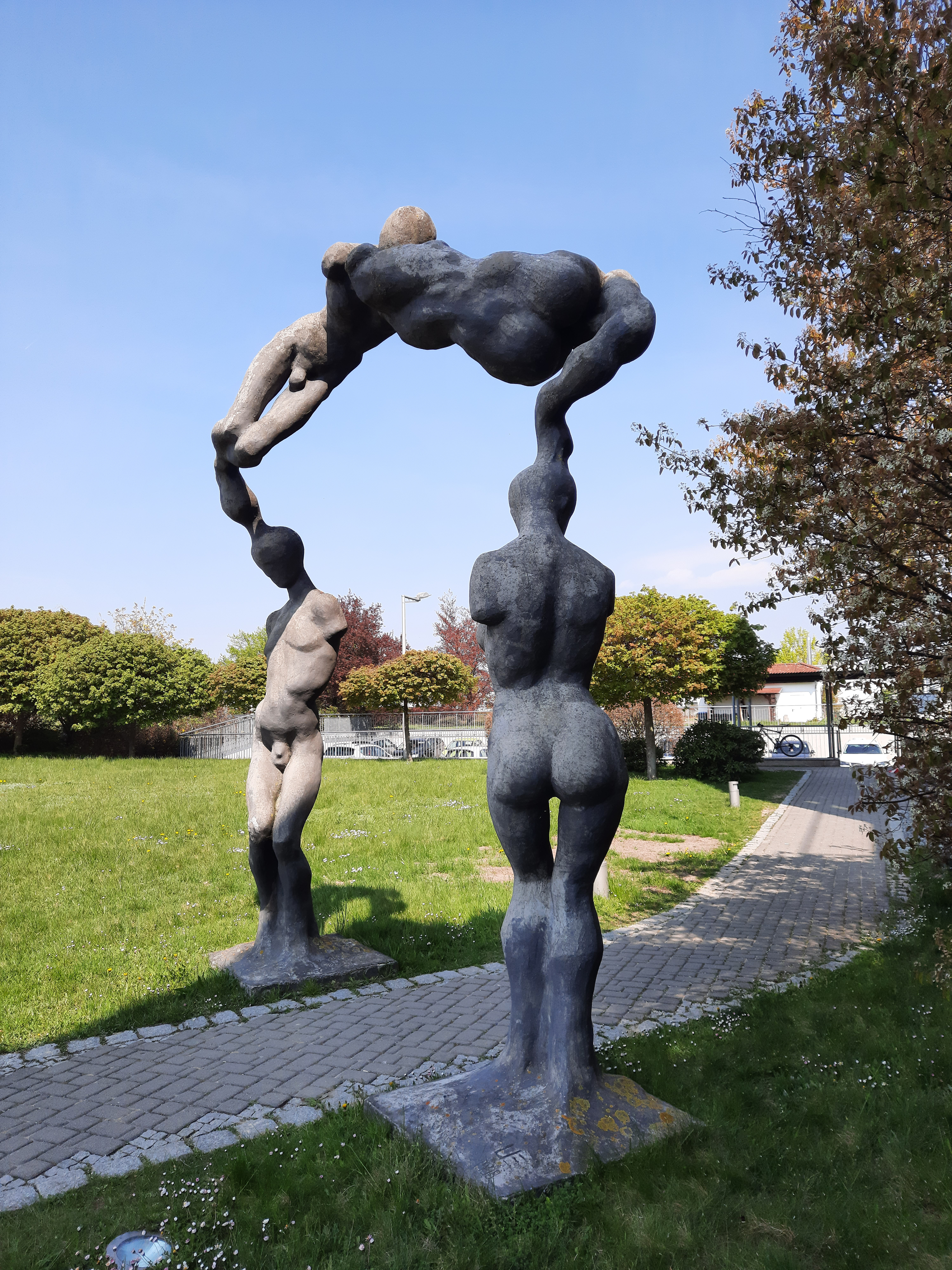
Oschatz.Großes Menschentor

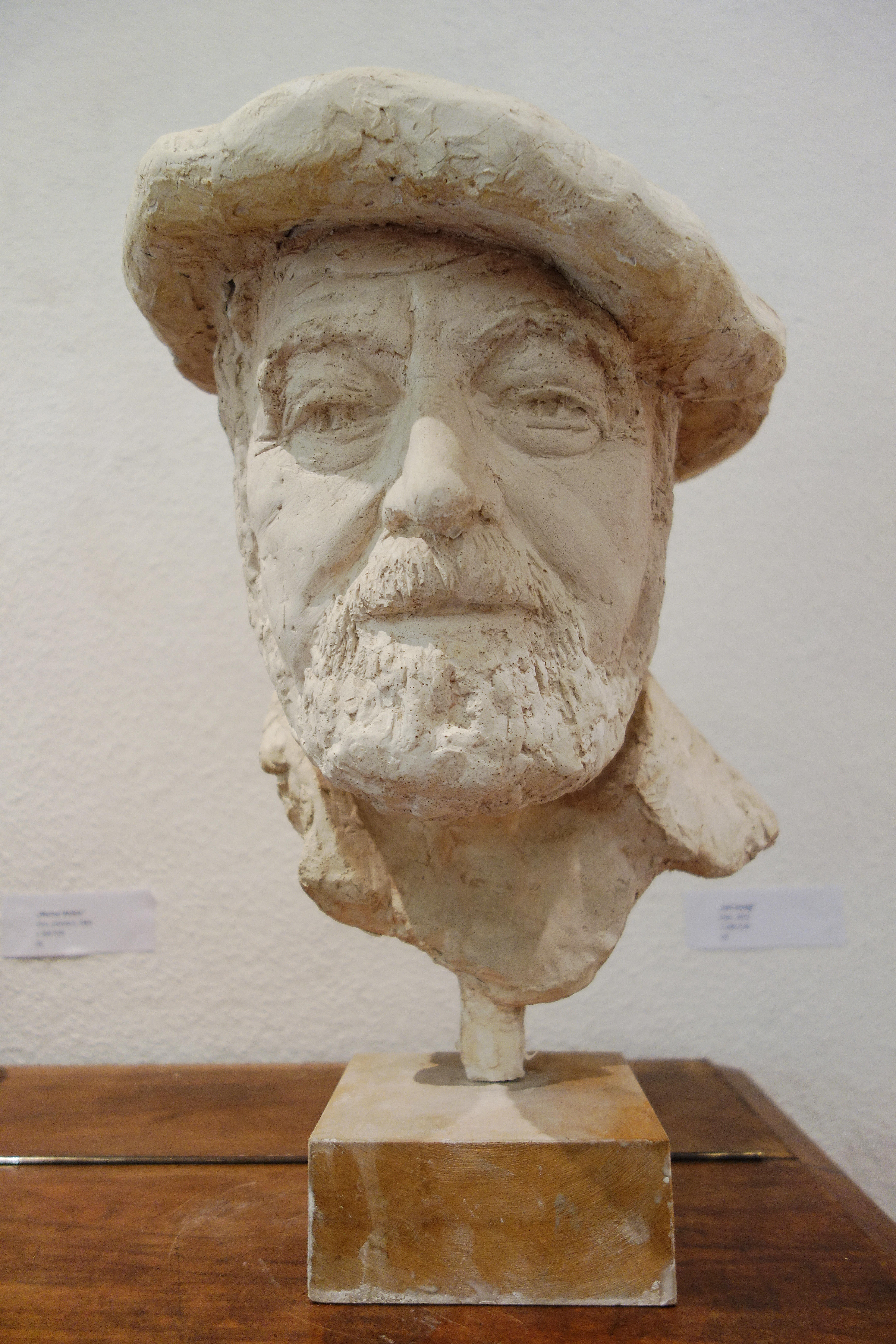
Büste Leo Lessig

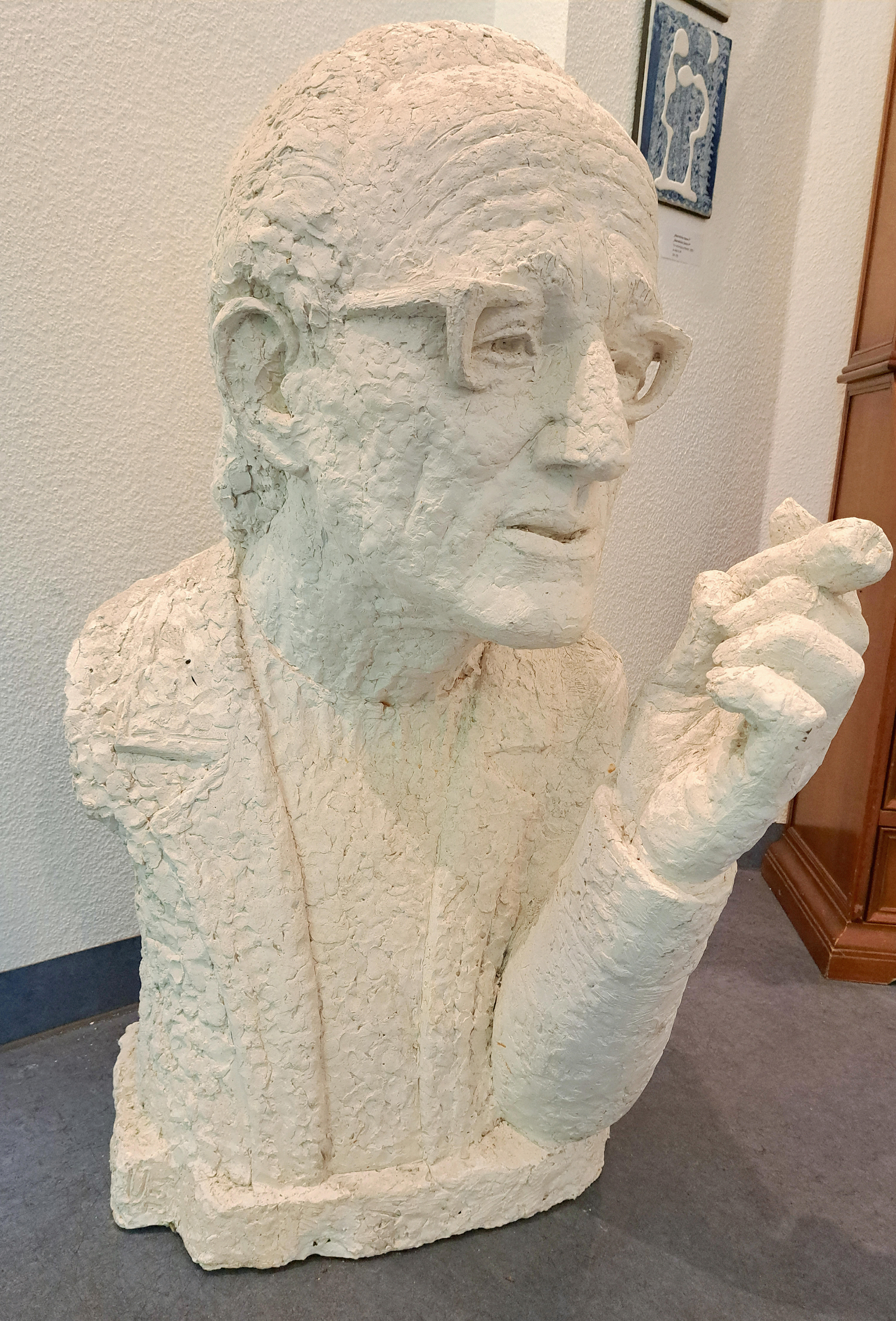
Porträt Heiner Müller

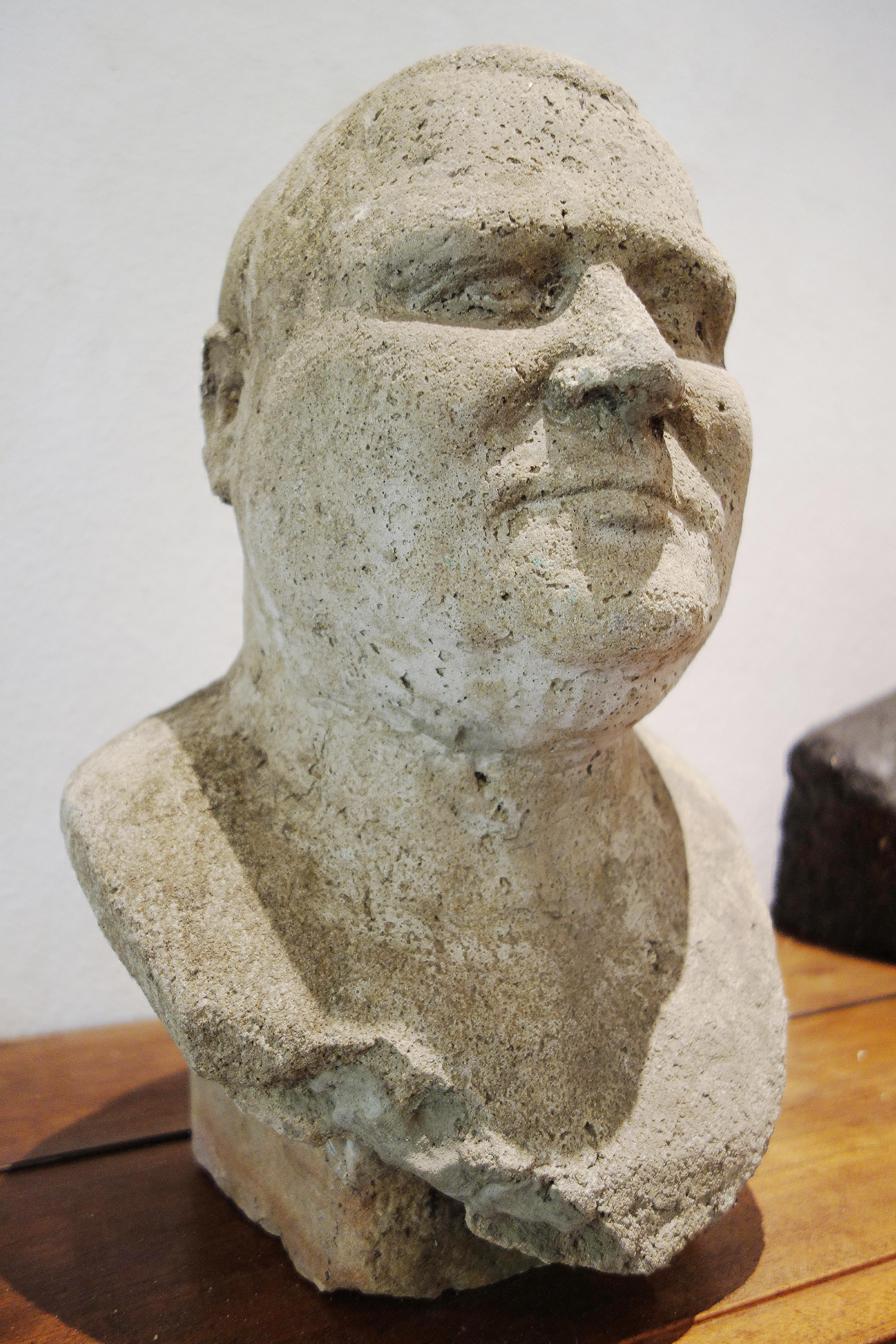
Horst Krause

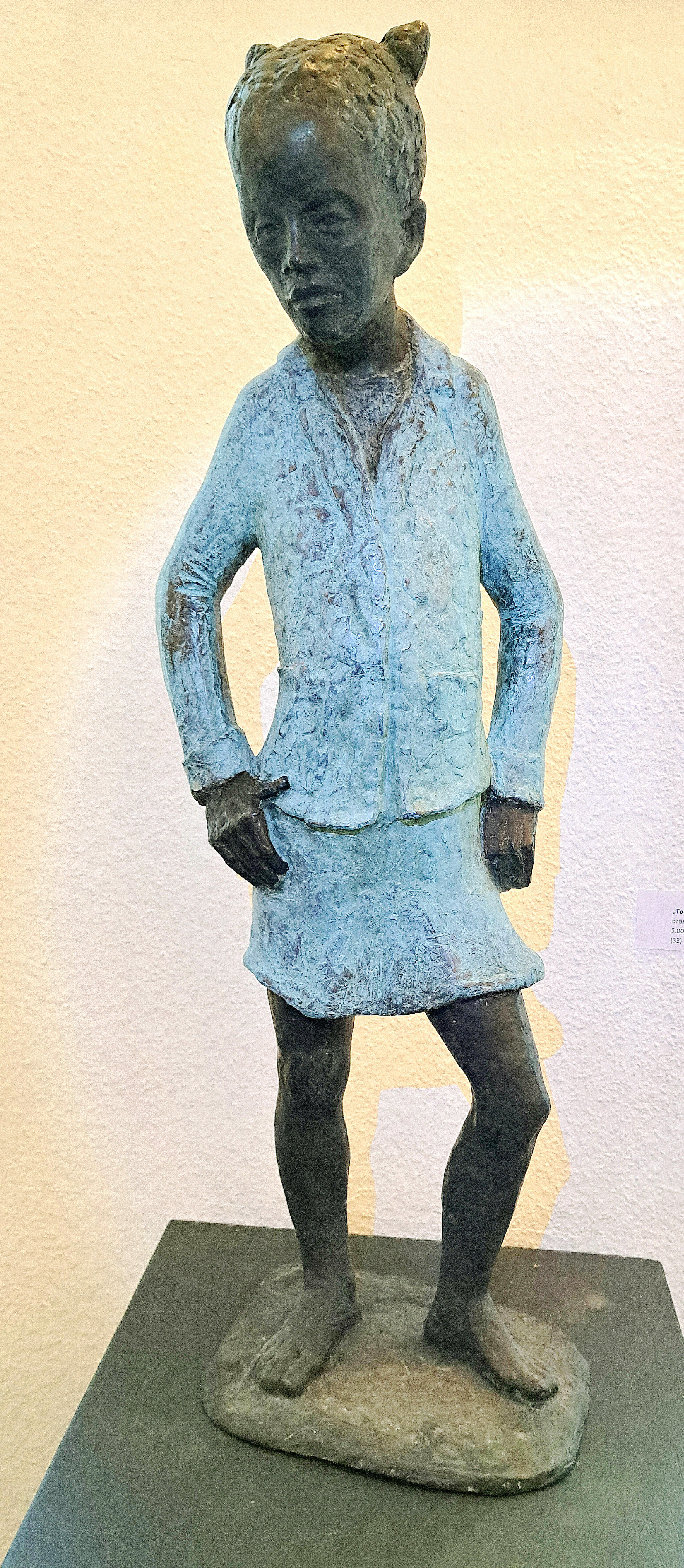
Bronze, Kleine Südafrikanerin

## Leben
Ulrich Eißner wurde am 10. September 1962 in Karl-Marx-Stadt geboren. Während seiner Kindheit erlernte er das Schnitzen im Zirkel des Schnitzerhandwerks bei Axel Wunsch. Somit kam er bereits mit der Kunst in Verbindung. Nach seiner Schulzeit folgte 1981 das Abitur und der Grundwehrdienst. Von 1984 bis 1986 war Eißner Mitarbeiter an der Plastikabteilung der Staatsoper Dresden und absolvierte in dieser Zeit ein Abendstudium im Fach Plastik an der Hochschule für Bildende Künste Dresden bei Fritz Panndorf, Thomas Franz und Angela Thunig. Von 1986 bis 1989 schloss sich daran ein Studium der Theaterplastik an der HfBK Dresden bei Josef Waldöstl und Lothar Beck an.
Von 1986 bis 1989 war Eißner als Texter und Pianist beim Dresdner Kabarett Die Pfefferlinge tätig. Von 1989 bis 1996 wirkte er als Plastiker am Städtischen Theater Chemnitz. Seit 1990 ist er Mitglied im Bundesverband Bildender Künstlerinnen und Künstler, seit 1996 auch Künstlerischer Mitarbeiter an der HfBK Dresden.
Mit Arnd Stephan gründete er 1997 das Kabarett Duale Satire Deutschland (eine Namensparodie auf das DSD). Seit 2005 bekleidet er den Lehrstuhl für Theaterplastik an der HfBK Dresden und wurde zum Professor ernannt.
Eißner ist ein sehr kreativer Künstler und beherrscht die verschiedensten Modellierungverfahren. Er arbeitet mit Terrakotta, Gips, Bronze, Wachs, Porzellan, Holz, Stein und Beton. Seine Werke sind wie Inszenierungen und regen zum Nachdenken an. Seine Arbeiten bestehen aus der Lehre und der eigenen schöpferischen Arbeit und erzielen so die künstlerische Ausstrahlung und Wirksamkeit.
Seine Arbeiten findet man in Chemnitz, Cottbus, Dresden, Glauchau, Oschatz, Olbernhau, Frankenberg, Rochlitz, Rodewisch, Sebnitz und Zschopau sowie in Kapstadt/Südafrika. Weitere Werke, bei Symposien entstandene Arbeiten aus böhmischem Sandstein, befinden sich dauerhaft aufgestellt in den west- bzw. nordböhmischen Orten Vintířov, Kadaň und Vejprty.

## Auszeichnungen
- 1995 Dresdner Kabarettpreis „Goldenes Steigeisen“
- 1997 3. Preis beim Internationalen Schneeskulpturenwettbewerb in Hermsdorf/Sachsen (gemeinsam mit Konstanze Eißner)
- 2000 1. Preis beim Internationalen Schneeskulpturenwettbewerb in Hermsdorf/Sachsen
- 2000 2. Preis beim Internationalen Holzbildhauersymposium im Vogtland[2][3]

## Einzelausstellungen
- 1992: Galerie Laterne, Chemnitz
- 1996: Galerie im Schauspielhaus, Chemnitz
- 1999: Wasserschloss Klaffenbach, Chemnitz
- 2003: Schloß Albrechtsberg, Dresden
- 2004: Marcolinipalais, Klinikum Dresden-Friedrichstadt
- 2008: Projektraum Chemnitzer Künstlerbund
- 2009: Sparkasse Vogtland Plauen
- 2012: Villa Eschebach Dresden
- 2014: Sparkasse Dippoldiswalde
- 2015: Maritim-Hotel Dresden[3][2]
- 2018: Ein Weg-Vier Spuren Projektraum CKB Chemnitz
- 2018: Neuer Sächsischer Kunstverein Dresden
- 2019: Weltechoin Chemnitz[3][2]
- 2022: as time goes by, Plastik und Grafik aus vier Jahrzehnten Dresden, Galerie Mitte[5]
- 2023: Figuren machen Dresden, Villa...Ö Grafik Agentur für Marketing und Design.[6]

## Ausstellungsbeteiligung, Auswahl
- 1988/89: Frühlingssalon, Hochschule für Bildende Künste Dresden
- 1990: Galerie am Brühl, Städtische Museen Chemnitz
- 1991: Galerie im Schauspielhaus in Chemnitz
- 1992: Augenhöhe, Leipzig, Regierungspräsidium
- 1994: 2. Chemnitzer Kunstmesse
- 1995: Klangobjekte zum Deutschen Mozartfest, Opernhaus Chemnitz
- 1996: Rathaus Cordoba, Argentinien
- 1996: Augustusburg bei Chemnitz
- 1997: 3. Chemnitzer Kunstmesse
- 1997: Kunsthütte, Neue Sächsische Galerie Chemnitz
- 1999: Regierungspräsidium Chemnitz
- 1999: Kunstverein Rostock
- 2001: 4. Chemnitzer Kunstmesse
- 2002: Ruth-Leibnitz-Preis Ausstellung, Neue Sächsische Galerie Chemnitz
- 2002: Galerie Tulbingerkogel in Mauerbach bei Wien
- 2002: Galerie Zentrum, Wien
- 2002: Arkadien liegt in Potschappel Schloss Burgk, Freital
- 2003: Galerie Tulbingerkogel in Mauerbach bei Wien
- 2003: Galerie Vagt in Berlin
- 2003: Schauspielhaus Dresden
- 2003: Barockschloss Rammenau
- 2004: River Naturkundemuseum Freiberg
- 2004: Galerie T3 in Dresden
- 2004: Fireworks Washington und Philadelphia, USA
- 2005: Kunstmesse Halle
- 2005: Große Sächsische Kunstausstellung Leipzig
- 2008: Jahresgaben, Neuer Sächsischer Kunstverein
- 2008: Porzellan-Schachspiele im Kongresszentrum Dresden
- 2008: Art undressed, Vancouver/ Amsterdam/ Berlin
- 2008: Liebfrauenkloster Stralsund
- ab 2012: Galerie Weise in Chemnitz
- aller zwei Jahre: Chemnitz/ Wasserschloss Klaffenbach, Mitglieder des Chemnitzer Künstlerbundes
- 2016: HOPEAward, HOPE-Gala Dresden
- 2017: SYSTEMS Hauptstadtbüro Berlin
- 2018: Ein Weg-Vier Spuren Projektraum CKB Chemnitz
- 2018: Neuer Sächsischer Kunstverein Dresden
- 2019: Weltecho in Chemnitz[3][2]
- 2022: Ulrich Eißner, Plastiken und Skulpturen aus 30 Jahren / Gudrun Trendafilov, Gemälde und Arbeiten auf Papier:  Galerie Weise, Chemnitz, Kabinett: Martin Köster

## Bildhauersymposium
- 1992: 1. Internationales Rochlitzer Bildhauersymposium
- 1993/94: Internationales Bildhauersymposium Veiperty (Tschechien)
- 1994: Internationales Bildhauersymposium in Kadan (Tschechien)
- 1996: Internationales Holzbildhauersymposium in Glauchau/Oberwald
- 1997: Internationaler Schneeskulpturenwettbewerb, Hermsdorf/Sachsen
- 1997: Bildhauersymposium im Wilischtal im Erzgebirge
- 1998 und 2000: Internationaler Schneeskulpturenwettbewerb, Hermsdorf/ Sachsen
- 2000: Internationales Holzbildhauersymposium im Vogtland
- 2001/02: Internationales Bildhauersymposium in Vintirov (Tschechien)
- 2002: Internationales Holzbildhauersymposium im Daetz-Zentrum Lichtenstein/Sachsen
- 2004: Schloss Schlettau (Erzgebirge)
- ab 2006: Symposien mit Studenten am Klausner auf Hiddensee
- 2007: »Sandstein und Platte« Dresden-Johannstadt
- 2013, 2014 und 2015: Holzbildhauersymposium Garbisdorf
- ab 2017: Symposium mit Studenten in Unaryd in Schweden[2]

## Werke
- 1995: Torso Vernalis aus Rochlitzer Porphye
- 1997: Der Hüttenmatz (Erzgebirgische sagengestalt) aus Roteiche und Sandstein
- 1997: Bronzefigur Paar, im Hof der Bibliothek Sebnitz.
- 1998: Goldene Felsblöcke für die Kändler-Tiere der Porzellansammlung Dresden.
- 1998: Großes Menschentor, Polymerbeton, Höhe 4,35 m, Kreissparkasse in Oschatz
- 2001: Anfang und Ende, Böhmischer Sandstein, Wallfahrtskirche in Vintirov (Tschechien)
- 2005: Skulptur Zweierbeziehung aus Polymerbeton am Fritz-Foerster-Platz 2 bei Saxonia Systems in Dresden
- 2007: Der Kuss, Polymerbeton[3]
- 2007: Die „Brückenköpfe“ aus Cottaer Sandstein am Dresdner Käthe-Kollwitz-Ufer entstanden während des Internationalen Bildhauersymposiums „Sandstein und Platte“.
- 2009: Kronenkraniche, Polymerbeton[3]
- 2009: Tierplastiken an der Straßenbahnhaltestelle Zoo in Dresden.
- 2010: Reptil, Sandstein, Weinwanderweg in Radebeul
- 2014: Bronzerelief Dekane der Medizinischen Fakultät (Dekanatsgebäude Fiedlerstraße), Universitätsklinikum Dresden.: Albrecht, Reichmann Saeger, Kirch und Herrmann,
- 2015: Holzskulptur Das Kind im Mann in der Säuglings- und Kinderklinikik, Universitätsklinikum Dresden.[3]
- 2016: Reliefplatte in Bronze vom Hofkompositeur Johann Gottlieb Naumann an der Blasewitzer Naumann-Grundschule in Dresden.
- 2016: Figur Hoffnung fassen, zwei Hände beschützen ein Neugeborenes darstellend, Preis für die Hope Gala Dresden.
- 2017: Relief von Prof. Alfred Recknagel im Recknagel-Bau|Physik-Gebäude der TU Dresden.
- 2018/19:  Porträt Heiner Müller, Bronze, Martin-Luther-Gymnasium in Frankenberg
- 2019: Kleine Südafrikanerin (Mädchen aus dem Township Blikkiesdorp in Kapstadt/Südafrika), Bronze.
- 2019: Relief Elfriede Lohse-Wächtler aus Aluminumguss HfBK Dresden, Güntzstraße 34; Hergestellt in der Gießerei der HfBK Dresden vom Werkstattleiter Toralf Mieth.
- 2021: Holzskulptur in Form eines Omega, Seelsorgezentrum Universitätsklinikum in Dresden[4]

### Porträtbüsten
- 2004: Gottfried Bammes, Terrakotta
- 2007: Armin Forbrig
- 1985: Ernst Ludwig Riede
- 2006: Siegfried Klotz
- 1985: Horst Krause
- 2002: Victor Klemperer,
- 2003: Stefan Heym,
- 2004: Kurt Masur,
- 2006: Rafael Frühbeck de Burgos,
- 2006: Ulrike Scheffler,
- 2010: Leo Lessig.[4]